# Collescipoli
Collescipoli è una frazione del comune di Terni.
Il paese, abitato da circa 1 090 persone, si trova a 238 m s.l.m. sulla sommità di una bassa collina che si eleva dalla conca ternana. Dista pochi km da Terni, giacendo a SO rispetto al capoluogo, lungo la via Flaminia in direzione di Narni.
Fino all'abolizione delle circoscrizioni avvenuta nel 2014, il territorio ha fatto parte della Circoscrizione III Sud del comune di Terni, con circa 4 000 abitanti distribuiti nelle frazioni, quartieri e località di Campomaggio, Polymer, Sabbione, vocabolo Carone, vocabolo Collesecozza, vocabolo Contea, vocabolo Macchia di Bussone, vocabolo Morgnano, vocabolo Pantano, vocabolo Settecani, vocabolo Porcivalle, vocabolo Poscargano

## Storia
Con il nome di Turocelo o Netriolum, il paese veniva nominato nella Naturalis Historia di Plinio. Il pagano Sabino, unito da san Valentino in matrimonio alla cristiana Serapia, era originario del luogo.
Nel Medioevo è conosciuto con il nome di Turritulum, circondato da possenti mura, un fossato e un ponte levatoio: al suo interno svettavano diverse torri. Nell'XI secolo era feudo di Rapizzone degli Arnolfi, mentre nel XII secolo era dominato da Transarico di Miranda. Nei secoli XIII XIV e XV tale piccolo borgo incastellato diviene obiettivo di dominio militare, proprio per la sua posizione strategica posta leggermente in altura, a seconda dei momenti di potenza economica e militare, ora di Terni, ora di Narni.
Nel 1453 ottiene indipendenza dalle potenti Terni e Narni e diviene una sorta di zona franca o cuscinetto fra le due città, un piccolo borgo autogovernato con il nome di Collis Scipionis, il colle di Scipione, tanto che sulla sommità della Porta Ternana si trova un busto di tale personaggio storico.  Nel '500 diventa un tranquillo e autonomo centro rurale superpartes, utilizzato perlopiù, per alcuni periodi dell'anno, come residenza estiva di alcune nobili famiglie romane, ternane e narnesi, l'arricchimento urbano e artistico infatti si è sviluppato grazie anche alla presenza frequente di queste ricche famiglie provenienti dalle limitrofe città.
Collescipoli ha dato i natali a Giovanni Froscianti (1811-1885), che fu con Garibaldi in tutte le battaglie e ne fu anche il segretario a Caprera.
Il patrono è san Nicolò, festeggiato il 9 maggio: la leggenda tramanda che il santo avrebbe difeso Collescipoli dalle orde longobarde (569), tanto che egli fu inserito nello stemma comunale. Fino agli anni ottanta del XX secolo per commemorare il santo si usava accendere i focaracci in piazza, tradizionali falò che venivano attraversati in salto dai giovani a simbolo di purificazione e rinascita.
Comune autonomo facente parte fino al 1927 della provincia di Perugia, fu accorpato nello stesso anno dall'attuale comune.

## Economia e manifestazioni
Giunto alla XVI edizione nel 2014, durante tutto l'anno viene svolto nelle chiese del paese l'Hermans Festival, manifestazione concertistica in cui il protagonista è l'organo Hermans del 1678
Dal 2013 viene svolta nelle vie, nelle piazze e nelle dimore del borgo Jazzit Fest in cui per 3 giorni il paese si trasforma in una cittadella del Jazz con concerti, convegni e incontri.
A maggio per i festeggiamenti del patrono san Nicola, si tiene la rievocazione medievale "Ben venga maggio", dove gustare piatti tipici.
A settembre si svolge la sagra dello gnocchetto collescipolano, piatto tipico del paese.
Dal 2002 al 2012 la frazione ha inoltre ospitato una sede decentrata della Facoltà di Economia dell'Università di Perugia, trasferita nella città di Terni dal 2013. Nel 2018 è stata inaugurata nel borgo anche una sede distaccata dell'Università Telematica "Pegaso".
Dal 2019, proprio sotto il borgo, è sorto un circolo sportivo, il Collescipoli Sporting Club, che vanta 3 campi da padel e un campo da paintball.

## Monumenti e luoghi d'arte
- Chiesa di S. Stefano (XI secolo), di stile romanico e collocata all'interno del cimitero comunale, appena fuori dal centro storico. Sulla facciata si trova una lapide del 1093 che indica la donazione della chiesetta dalla famiglia Rapizzoni-Arnolfi al prete Lupone. Conserva internamente affreschi quattrocenteschi attribuiti al Maestro di Narni;
- Collegiata di S. Maria Maggiore (XVI secolo), di origine romanica. L'unica navata ospita stucchi opera del ticinese Michele Chiesa, altari dei fratelli Grimani di Stroncone, opere del Pomarancio (XVII secolo). Di notevole importanza l'organo Hermans, costruito dall'omonimo gesuita fiammingo nel 1678 (in Italia ne esiste solo un altro, a Pistoia): in suo onore viene allestita ogni anno una manifestazione di musica organistica, l'Hermans Festival;
- Chiesa di S. Nicolò, di origine romanica. Restaurata parecchie volte, ospita diversi affreschi del XVI secolo di Evangelista Aquili, Sebastiano Fiori e Bartolomeo Barbiani, nonché un organo Neri-Fontana del 1647;
- Il Palazzo Comunale, che accoglie l'Archivio dell'ex-comune di Collescipoli, con documenti che vanno dal 1429 al 1927. Al suo interno verrà ospitato un piccolo museo sul Risorgimento;
- Palazzo Catucci, dal 2018 sede decentrata dell'Università telematica "Pegaso". Precedentemente ha ospitato una sede distaccata della Facoltà di Economia dell'Università di Perugia.
- Chiostro di S. Cecilia;
- Corso dei Garibaldini, la via che sale verso il centro del paese, è abbellita da un buon numero di residenze storiche e palazzi costruiti tra il XVI ed il XVIII secolo: Palazzo Stefanoni, Palazzo Ungari, Palazzo Rapaccioli, Palazzo Eroli, Palazzo Guadagnoli, Palazzo della Genga, Palazzo Saccardi, Palazzo Amadio;
- Chiesa di S. Maria del Colle;
- Chiesa di S. Maria del Poscargano ed ex-convento dei frati Francescani;
- Chiesa di S. Andrea Fssocchio a Contea
- Chiesa di S. Maria in Porcivalle;
- Parco della Meloria: realizzato negli anni '70 per commemorare la Tragedia della Meloria.

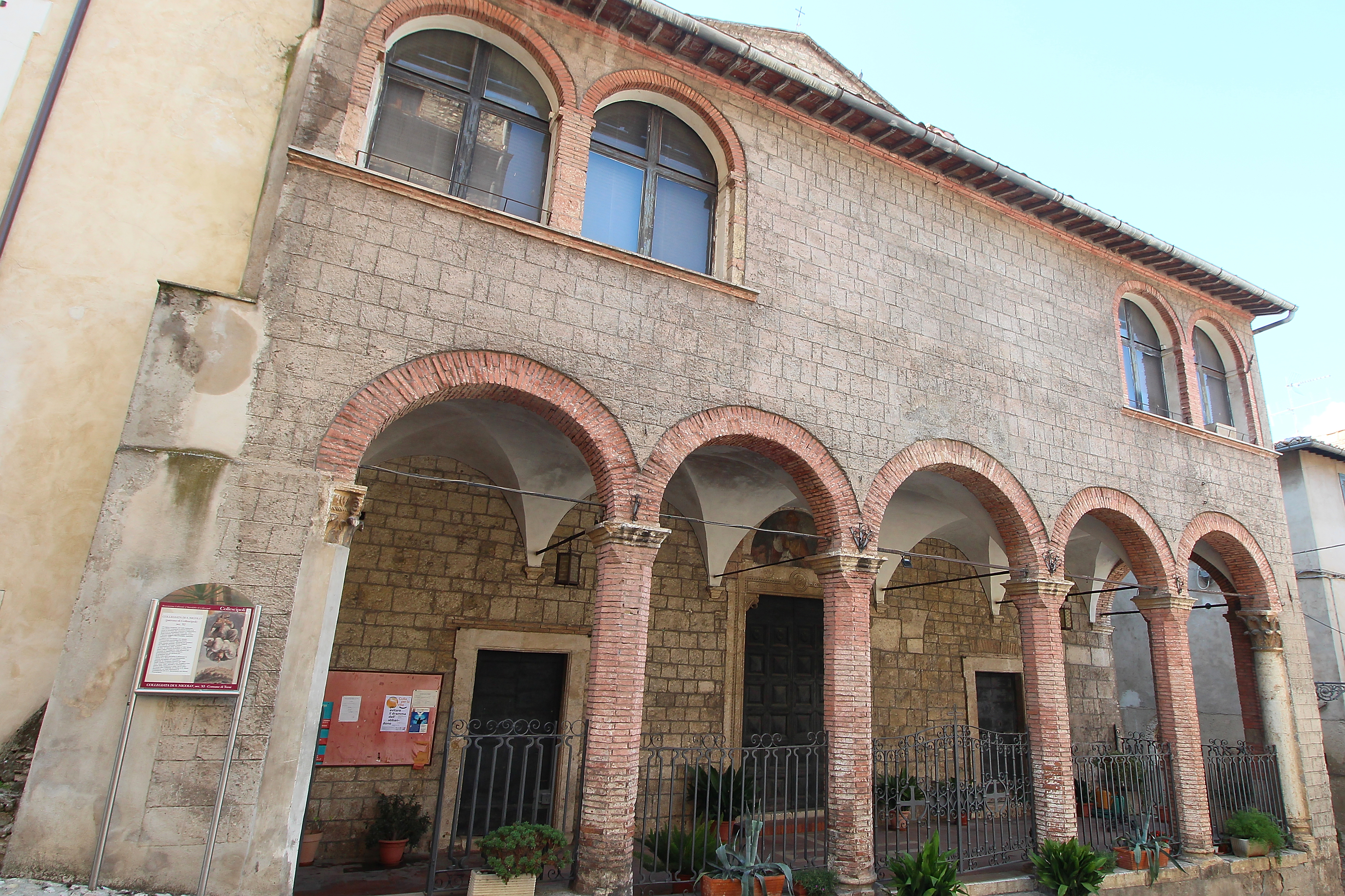
La chiesa di San Nicola
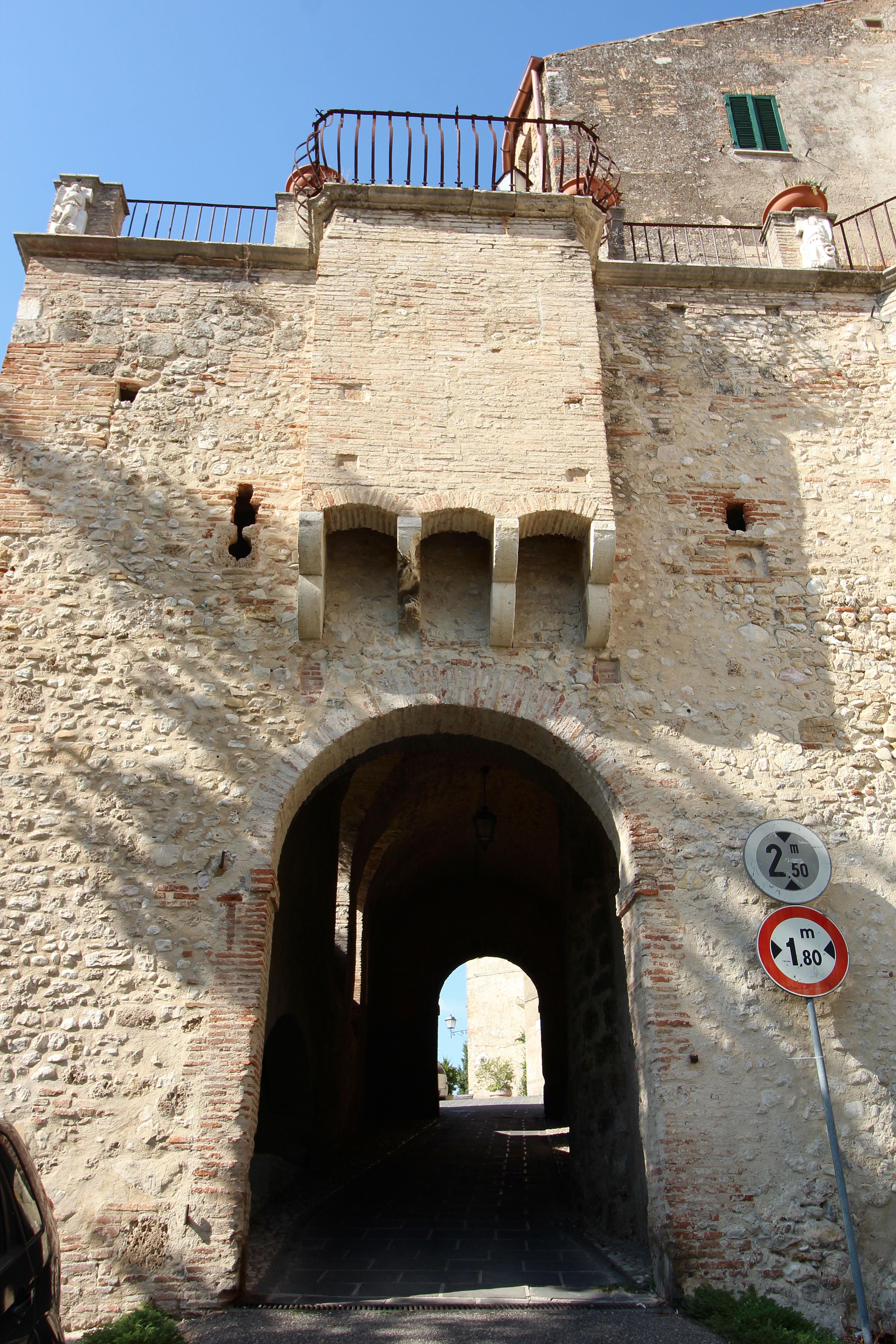
Porta Sabina
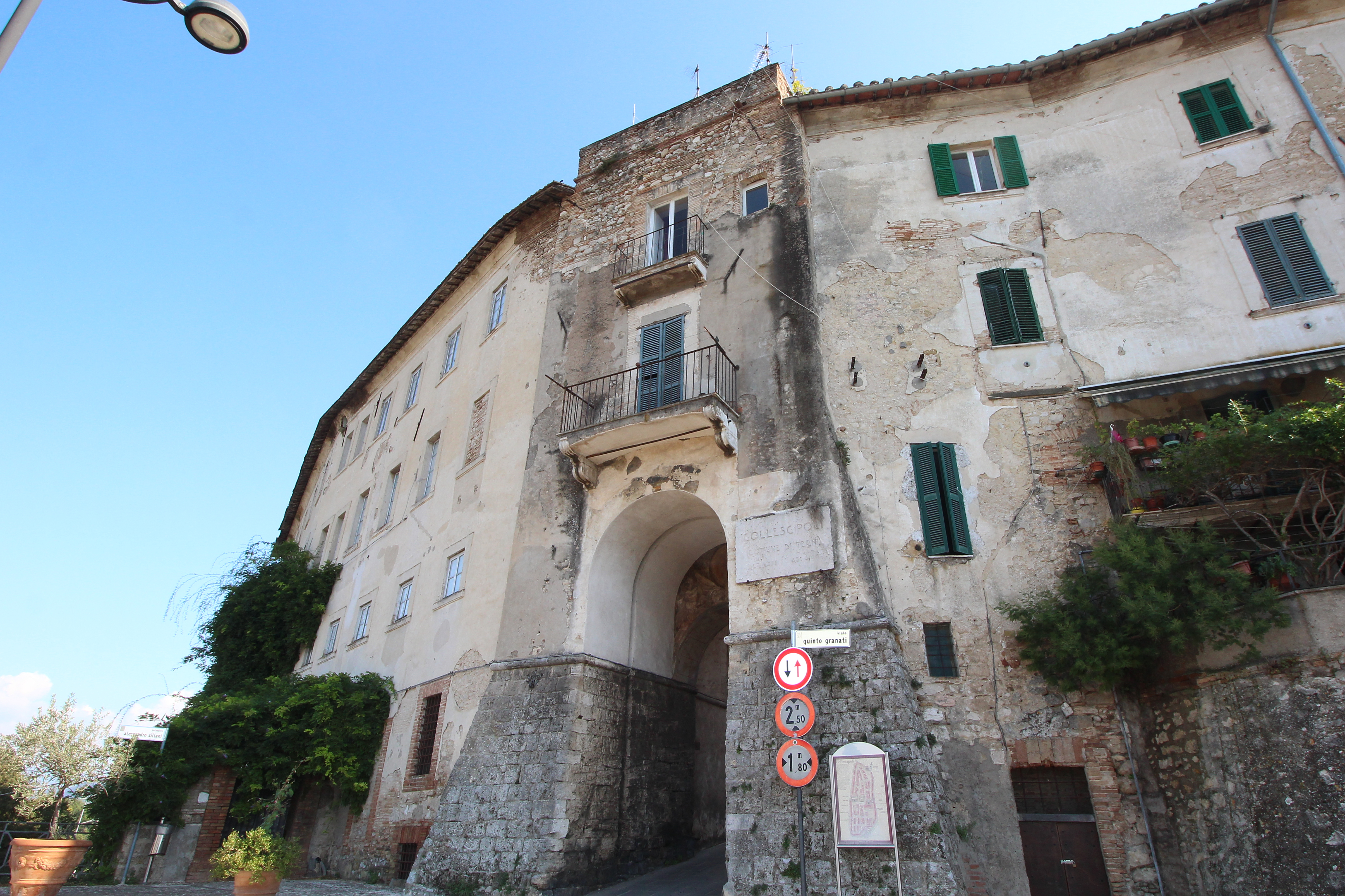
Porta Ternana
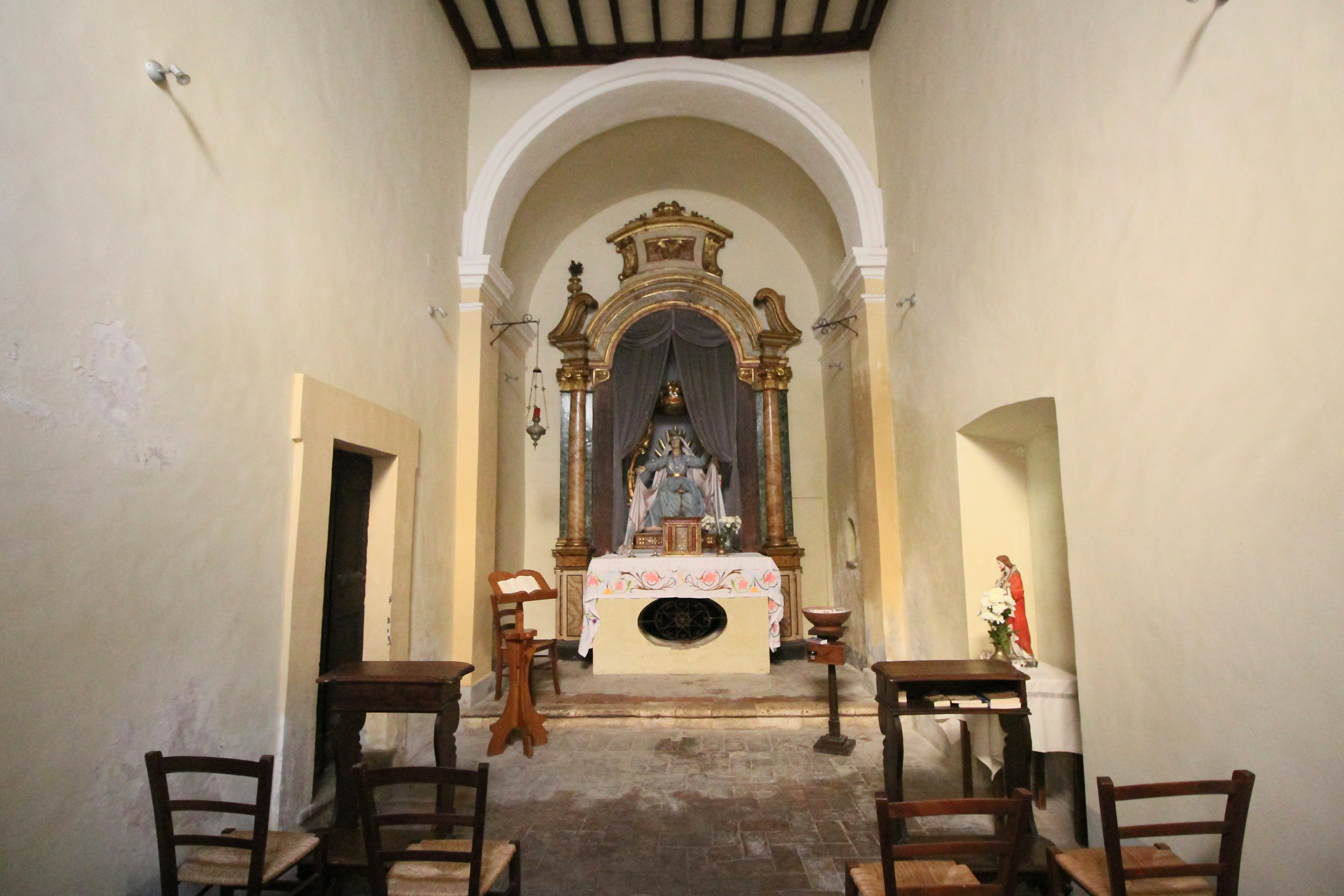
L'interno dell'oratorio della Madonna del Carmine
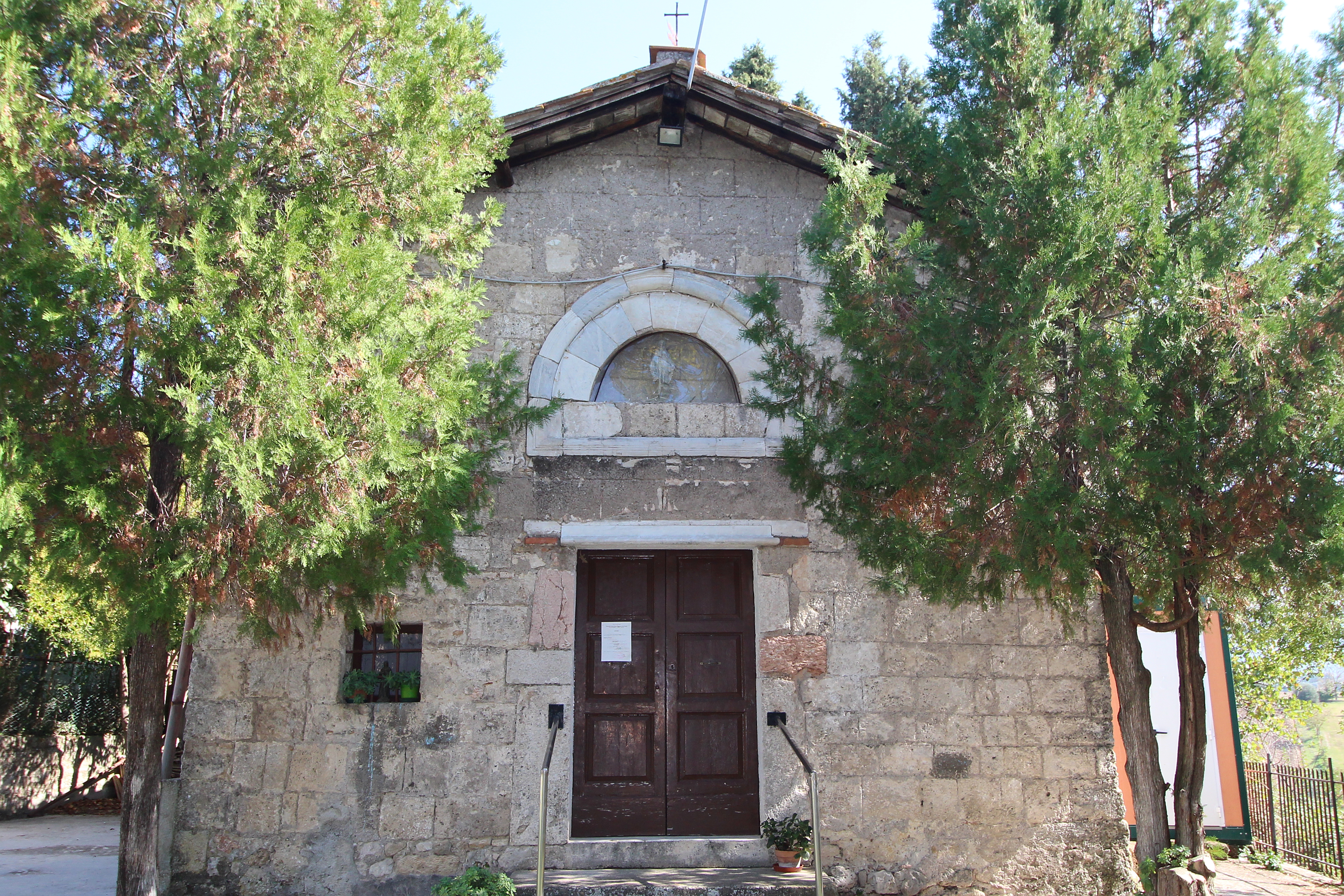
La chiesa di Sant'Andrea Fisocchio a Contea

## Curiosità
A Collescipoli è conservato il Beccaccino, piccola imbarcazione di circa 4 metri. L'imbarcazione ha una rilevanza storica in quanto Garibaldi la utilizzo per fuggire, anche con l'aiuto di patrioti ternani, da Caprera nel 1867.
Il beccaccino fu donato da Garibaldi a Barberini i cui eredi a loro volta lo donarono al Comune di Terni.

## Sport

### Impianti sportivi
- Campo di calcio "Bernardini".
- 3 campi da padel e paintball c/o Collescipoli Sporting Club s.s.d. a r.l.

### Associazioni sportive
- Polisportiva "Junior Campomaggio Collescipoli".
- Collescipoli Sporting Club s.s.d. a r.l.